# William Gardner Hale
William Gardner Hale (* 9. Februar 1849 in Savannah, Georgia; † 24. Juni 1928 in Stamford, Connecticut) war ein US-amerikanischer Klassischer Philologe.

## Leben
Hale studierte Klassische Philologie an der Harvard University, wo er nach dem Bachelor-Abschluss von 1870 bis 1871 als Fellow wirkte. Nach einigen Jahren als Tutor ging er 1876 auf Anregung seines Lehrers William Watson Goodwin (1831–1912) für ein Jahr nach Deutschland, wo er an den Universitäten zu Leipzig und Göttingen seine Studien vertiefte. Hier wandte er sich besonders der lateinischen Grammatik zu, mit der er sich sein Leben lang beschäftigte.
Nach seiner Rückkehr arbeitete Hale weiterhin als Tutor in Harvard, bis er 1880 als Professor of Latin an die Cornell University berufen wurde. 1892 wechselte er an die University of Chicago und blieb dort bis zu seiner Emeritierung 1919. Während seiner Zeit in Chicago war Hale von 1892 bis 1893 Präsident der American Philological Association und von 1895 bis 1896 Direktor der American School of Classical Studies in Rome. Er erhielt die Doktorwürde des Union College (1895), der Princeton University (1896), der University of St. Andrews (1907) und der University of Aberdeen (1907).
Hale bildete mehrere Generationen von Lateinlehrern heran und sorgte damit für die Verbreitung der Altertumswissenschaft in den Vereinigten Staaten. Bei der lateinischen Grammatik verfolgte er eine eigene Methode, die unter dem Schlagwort psychologische Syntax bekannt wurde. Anders als die bisherige „metaphysische“ oder „logische“ Syntax vermittelte er eine intuitive Beherrschung lateinischer Syntax und wandte Methoden des modernen Fremdsprachenlernens auf eine „tote“ Sprache an.
In seiner Forschungsarbeit beschäftigte sich Hale besonders mit der Syntax der lateinischen Partikeln und der Verbalformen. In einer Aufsatzreihe griff er 1888/1889 die Auffassungen des österreichischen Philologen Emanuel Hoffmann an. In die folgende Debatte ergriffen auch andere Philologen für Hale Partei, darunter der Gymnasiallehrer Martin Wetzel, der 1892 eine umfangreiche Erörterung des Streits veröffentlichte (Das Recht in dem Streite zwischen Hale und Em. Hoffmann über die Tempora und Modi in Lateinischen Temporalsätzen).